# Шарбонијер ле Сапин
Шарбонијер ле Сапин (фр. Charbonnières-les-Sapins) насеље је и општина у источној Француској у региону Франш-Конте, у департману Ду која припада префектури Безансон.
По подацима из 2011. године у општини је живело 192 становника, а густина насељености је износила 21,1 становника/km². Општина се простире на површини од 9,1 km². Налази се на средњој надморској висини од 550 метара (максималној 583 m, а минималној 400 m).

## Демографија
| 1962. | 1968. | 1975. | 1982. | 1990. | 1999. | 2011. |
| ----- | ----- | ----- | ----- | ----- | ----- | ----- |
| 116   | 116   | 111   | 121   | 126   | 159   | 192   |

График промене броја становника у току последњих година